# 耳塚
耳塚（みみづか、朝：귀무덤）もしくは鼻塚（はなづか、朝：코무덤）とは戦死者の耳や鼻を弔ったとされる塚である。文禄・慶長の役における朝鮮および明兵の戦死者の鼻を弔ったものが有名。これ以外にも日本全国に耳塚と呼ばれるものは多数存在するが、実際に耳や鼻が葬られているものは確認されていない。

## 概要
戦国時代までの武士は戦功の証として、高級将校は死体の首をとって検分し首塚で供養していたが、一揆（兵農分離前の農民軍）や足軽など身分の低いものは鼻や耳でその数を証した。切捨御免など戦功とならない殺人は検分や供養をしないため、打捨と呼ばれる。
『古事談』において、源頼義は「前九年の役で討ち取った首から片耳を集め乾し、皮古二合に入て上洛したことから、本来は殺生を行った罪人であり地獄に堕ちるべき人間だが、後年仏門に入って耳納堂で供養し過去の行いを後悔したため成仏できた。しかし息子の義家は罪も無い人を沢山殺し、それを悔いるところも無かったので無限地獄へ堕ちた」とあり、当時は戦功を得るだけでなく供養することも重要とされていた。
文禄・慶長の役では首をそのまま持ち帰ることが難しいことや、人身売買目的での誘拐（人取り）の抑制として、豊臣秀吉が耳や鼻の量が一定に達した者（一定の戦功を挙げた者）から人取りを許可したため大規模に行われた。首と異なり個人の判別が困難であるため、鼻は通常ヒゲが生えている鼻の下から唇までを斬っていた。『雑兵物語』には、戦場で主人の鉄砲をもっていた草履取りが、主人の危機を助け、鼻で手柄をとったと主張するも、ヒゲが確認できない（性別不明）という理由で戦功を認められなかった話が記述されている。また上泉信綱伝の『訓閲集』（大江家兵法書を戦国風に改めた兵書）巻六「士鑑・軍役」の項にも、「いそがしくて首をもたれざる時、鼻をかくもの」とし、童・女と区別がつくよう（性別がわかるよう）にヒゲが生えている（鼻下から）唇までを切るようにと、同様のことが記述されている。しかし文禄・慶長の役では厳密な判定がなされず拉致した非戦闘員や味方の戦死者が含まれている可能性も示唆されている。なお首であっても確実ではなく、雑兵や農民の首を敵将と偽って申請する「偽首」も行われていた。大坂夏の陣を描いた大坂夏の陣図屏風では、乱妨取りに奔った徳川の雑兵が民衆に襲い掛かり、偽首を取る様子が描かれている。
運搬中に腐敗するのを防ぐために、塩漬、酒漬にして持ち帰ったとされる。

## 各地の耳塚

### 京都市

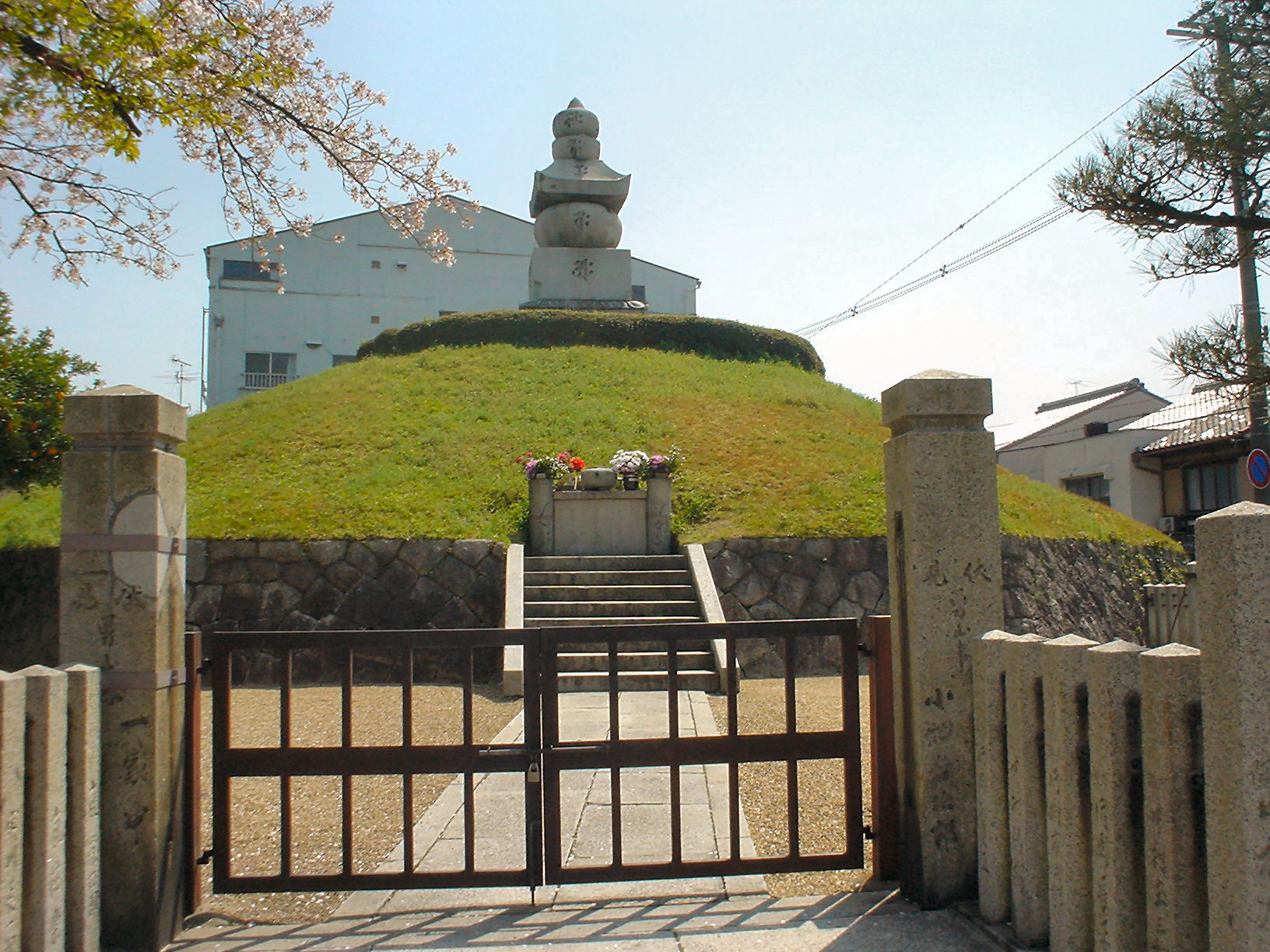
京都にある耳塚（鼻塚）

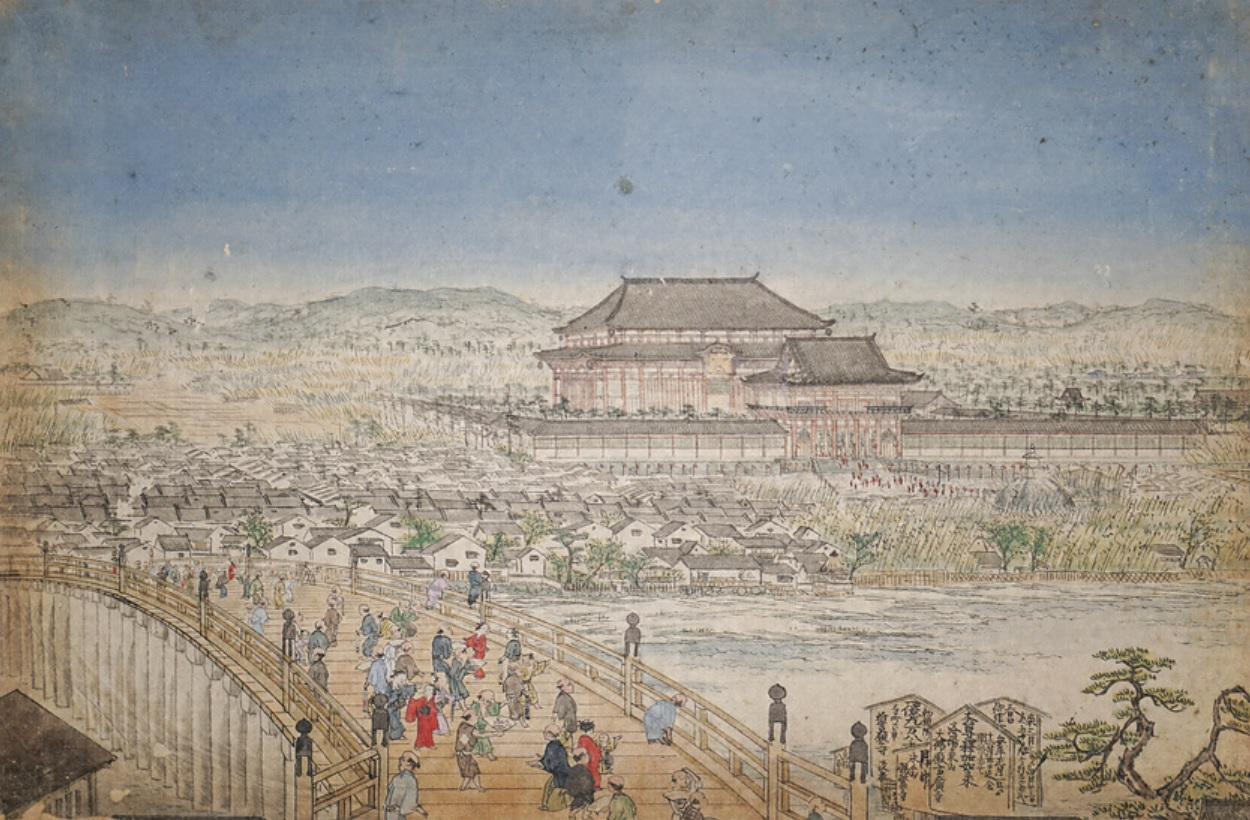
円山応挙作「五条橋大仏殿眺望図」。五条大橋と方広寺大仏殿・仁王門を描いたものだが、仁王門右下に耳塚も描かれている。

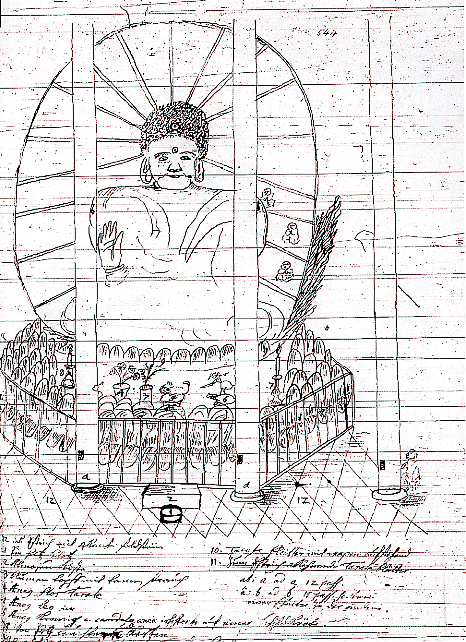
エンゲルベルト・ケンペルによる方広寺大仏（京の大仏）のスケッチ。

京都市東山区、豊国神社門前にある史跡で鼻塚とも呼ばれる。豊臣秀吉の朝鮮出兵（文禄・慶長の役1592年 - 1598年）のうち、慶長の役で戦功の証として討取った朝鮮・明国兵の耳や鼻を削ぎ持ち帰ったものを葬った塚（北緯34度59分29.15秒 東経135度46分13.14秒 / 北緯34.9914306度 東経135.7703167度）。
古墳状の盛り土をした上に五輪塔が建てられ周囲は石柵で囲まれている。1969年（昭和44年）4月12日、「方広寺石塁および石塔」として国の史跡に指定された。その後2014年に史跡の指定名称が「方広寺大仏殿跡及び石塁・石塔」に変更されている。当初は「鼻塚」と呼ばれていた。しかし林羅山がその著書『豊臣秀吉譜』の中で鼻そぎでは野蛮だというので「耳塚」と書いて以降、耳塚という呼称が広まったようである。約2万人分の耳と鼻が埋められている。『義演准后日記』慶長2年（1597年）9月12日条には「高麗より耳鼻十五桶上ると云々、大仏近所に塚を築きこれを埋む、合戦日本大利を得と云々」とある。
この塚は慶長2年（1597年）に秀吉の命で築造された。秀吉は方広寺大仏（京の大仏）を造立したが、耳塚はその門前に位置していた。歴史学者の河内将芳は、秀吉が方広寺の門前に耳塚を築かせたのは、参詣者に巨大な耳塚を見せつけ、朝鮮出兵の戦果誇示を図る狙いがあったのではないかとしている。同年9月28日に耳塚で施餓鬼供養が行われたが、この施餓鬼供養は秀吉の意向に添って西笑承兌が行ったもので、京都五山の僧を集め盛大に行われたという。
先述のように耳塚の近隣にはかつて豊臣秀吉の発願した方広寺大仏（京の大仏）があり、朝鮮通信使一行が江戸幕府の案内で何度か訪問している。しかし方広寺を巡る日本側と朝鮮側の歴史認識の相違などから、トラブルを生んでしまったことがある。享保4年（1719年）の第9回朝鮮通信使は、江戸幕府の組んだ旅程に方広寺大仏（京の大仏）の拝観と、そこでの饗応の予定が組まれていたが、朝鮮通信使一行は、方広寺は秀吉の造立した寺であること、また秀吉の朝鮮出兵における朝鮮の戦死者の耳鼻を埋葬した耳塚が門前にあることを理由に、訪問を拒絶した。一行に随行していた雨森芳洲は、「現在の方広寺は徳川の世(江戸幕府成立後)に再建されたもので、豊臣秀吉とは無関係である」との弁明を行ったが、詭弁だとして一蹴されてしまった。この時の双方の歴史認識を巡る議論は丁々発止なものとなり、芳洲は怒りをあらわにし、日本側の主張を熱弁したという。方広寺での饗応を巡るトラブルは、朝鮮側の正使と副使が饗応に儀礼的に参加し、他の一行は不参加とする、饗応の間は耳塚に囲いを設けて見えなくするということで最終決着が着いた。なお芳洲の上記の弁明は、日本側の外交官としての立場上行ったもので、芳洲の意に反したものであったようである。後に芳洲が著した『交隣提醒』では、方広寺での饗応を計画したことは、朝鮮通信使一行に無配慮であったとしている 。またその著作の中で芳洲は、方広寺での饗応の目的は、江戸幕府が一行に巨大な方広寺大仏・大仏殿を見せつけ国威発揚を図る狙いがあったと思われるが、日本の一般大衆に「方広寺は秀吉の寺」と認知されているにもかかわらず、「方広寺は秀吉と無関係」とする嘘を重ねた事で朝鮮通信使一行の感情を逆撫でしてしまったこと及び、仏の功徳は大小によらないのに巨額な財を費やして無益な大仏を作ったと、一行に嘲られる事につながってしまったことを批判している。なお朝鮮通信使の旅程に方広寺が組み込まれた経緯について、芳洲は日本側の国威発揚が狙いではないかとしているが、寛永20年(1643年)の第5回朝鮮通信使一行が方広寺大仏の拝観を希望し、それ以降慣行化したためではないかとする反論もある。九州国立博物館は膨大な対馬宗家文書を所蔵しているが、その中に松平信綱から対馬藩主宗義成への書状があり、「朝鮮通信使が京へ着いた際に大仏見物をしたいとのこと。将軍の耳に入れたところ、許可を得たので通信使に伝えるように。また京都所司代にも伝えた。」と書き記されている。上記が第5回朝鮮通信使一行が方広寺大仏の拝観を希望したことの証左とされる。ただ第5回朝鮮通信使一行は、方広寺大仏を発願したのが秀吉だということを知らずに、大仏見物を希望した可能性もある。
周囲の石柵は大正4年(1913年)5月に正面は、歌舞伎役者 片岡仁左衛門他、左側は、浪曲師 桃中軒雲右衛門他、 俳優 川上音二郎他、右側は、義太夫 豊竹古靭太夫他、をはじめとする当時の著名芸人達の寄付によって建立された物で、発起人は京都の侠客「伏見の勇山」小畑岩次郎（土木請負業）。塚前の焼香台・石段も彼の発起によって築造されたものである。また、正面側に、中村歌右衛門、左側に、桃中軒雲右衛門、吉田奈良丸、京山小円他の大石柵があったが今は残っていない。

#### 耳塚修営供養碑
明治31(1898)年に耳塚とその周囲が整備された際に、耳塚に隣接して耳塚修営供養碑が建てられた。

### 福岡市香椎
福岡市東区香椎（香椎駅裏口通路沿いの住宅裏）にも耳塚（馘塚）と呼ばれる塚が存在する。

### その他の地域
- 耳塚 (安曇野市) - 長野県安曇野市穂高有明（旧・耳塚村）にあり八面大王の耳が埋められていると伝えられる。
- 耳塚古墳 - 同県松本市寿にある古墳。
- 耳塚古墳 - 同県東御市和にある古墳。
- 対馬の耳塚 - 対馬に耳塚がある。
- 日本人の姓や屋号として、稀に見られる。